# Asia Pacific Airlines (Papua-Neuguinea)
Asia Pacific Airlines ist eine papua-neuguineische Fluggesellschaft mit Sitz in Tabubil und Basis auf dem Flughafen Tabubil. Sie ist eine Tochtergesellschaft der australischen Cobham Aviation Services.

## Geschichte
Asia Pacific Airlines wurde 1991 als Tochtergesellschaft der australischen National Jet Systems (heute Cobham) gegründet. Im September 1993 stellte die Gesellschaft mit einer gemieteten De Havilland DHC-8-100 ihr erstes Flugzeug in Dienst, welche zunächst im Wet-Lease für die ebenfalls in Papua-Neuguinea ansässige Fluggesellschaft MBA betrieben wurde. Nach Ende der Leasingaufträge änderte Asia Pacific Airlines im Jahr 1996 ihren Namen in Fublian Air Transport und nahm eigene Flugdienste auf. Eine zweite DHC-8-100 erweiterte im Oktober 2000 die Flotte. Im selben Jahr nahm das Unternehmen wieder den Namen Asia Pacific Airlines an. Im April 2014 waren 42 Mitarbeiter bei Asia Pacific Airlines tätig.

## Flugziele
Asia Pacific Airlines führt hauptsächlich Inlandsflüge durch. Das einzige internationale Ziel ist der Cairns Airport in Australien.

## Flotte

### Aktuelle Flotte
Mit Stand Oktober 2022 besteht die Flotte der Asia Pacific Airlines aus drei Flugzeugen mit einem Durchschnittsalter von 32,4 Jahren:
| Flugzeugtyp            | Anzahl | bestellt | Anmerkungen | Sitzplätze |
| ---------------------- | ------ | -------- | ----------- | ---------- |
| De Havilland DHC-8-100 | 3      |          |             |            |
| Gesamt                 | 3      | -        |             |            |

### Ehemalige Flugzeugtypen
- Boeing 737-300